# Гръцко-турска война (1897)
Вижте пояснителната страница за други значения на Гръцко-турска война.
Гръцко-турската война от 1897 година е въоръжен конфликт между Гърция и Османската империя, предизвикан от опита на критските гърци да се отцепят от империята. Войната завършва с поражение на Гърция, която е принудена да изплати репарации на османците и да приеме европейски контрол върху своите финанси. Крит получава автономия под протектората на големите европейски държави.

## Възникване и ескалация на конфликта
През 1896 избухва въстание срещу турското владичество в Крит. През февруари 1897 правителството на Гърция изпраща на острова редовни военни части в помощ на въстаниците. Това предизвиква намесата на Великите сили. В началото на март те дават ултиматум на гръцкия премиер Делиянис да изтегли войските си от Крит, обещавайки в замяна да дадат автономия на острова. Отхвърлянето на ултиматума е последвано от блокада на критските пристанища от британски, руски, френски и италиански кораби. Въпреки това, подтикван от националистическата организация „Етники Етерия“, Делиянис струпва войски по северните си граници за настъпление към Македония. Османската империя също се подготвя за война с довода, че гръцките войски нарушават суверенитета ѝ над Крит.

## Развой
Бойните действия започват на 17 април (нов стил) в граничните области Епир и Тесалия. Боевете в Епир оказват слабо въздействие върху изхода на войната. Основните събития се развиват на тесалийския фронт, където още в самото начало гръцката войска, предвождана от престолонаследника Константинос преминава при Мелуна с елитния евзонски полк, но е разбита при Еласона. Вследствие от това поражение Лариса, Трикала и други градове са изоставени на османците без бой, а Волос – след сражение при Велестино. В края на април правителството на Делиянис отстъпва място на нов кабинет начело с Димитриос Ралис. Повторният опит за отпор в Тесалия обаче търпи провал в битката при Фарсала и принуждава Ралис да моли Великите сили за посредничество. Османската армия прекратява огъня на 20 май, след като печели нова победа при Домокос и изтласква гърците до Термопилите.
Мирните преговори се проточват няколко месеца и приключват едва в началото на декември, след като Гърция се примирява с европейска окупация на Крит и скланя да изплати на Високата порта значителна парична контрибуция в замяна на изтегляне на османските войски от Тесалия, с незначителни корекции на границата в полза на Османската империя.